# Ashikaga Yoshiteru
Ashikaga Yoshiteru (足利 義輝, 31 de março de 1536 – 17 de junho de 1565), também conhecido como Yoshifushi ou Yoshifuji, foi o 13º xogum do Xogunato Ashikaga que governou de 1546 a 1565 durante o período Muromachi tardio do Japão. Era também o filho mais velho do 12º xogum, Ashikaga Yoshiharu. Sua mãe era filha de Konoe Taneie (depois chamado 慶寿院 Keijuin).  Quando se tornou xogum em 1546, aos 11 anos, o nome de Yoshiteru era Yoshifushi (às vezes traduzido como Yoshifuji); mas alguns anos mais tarde em 1554, ele mudou seu nome para o que convencionalmente conhecido hoje.
Seu irmão mais novo Ashikaga Yoshiaki se tornaria o décimo quinto xogum.
| Precedido por Ashikaga Yoshiharu | -- 13° Xogum Muromachi 1546–1565 | Sucedido por Ashikaga Yoshihide |